# Benedito Gonçalves
Benedito Gonçalves ComMM (Rio de Janeiro, 30 de janeiro de 1954) é um magistrado brasileiro, atual ministro do Superior Tribunal de Justiça (STJ). Foi também ministro do Tribunal Superior Eleitoral (TSE) no biênio 2021-2023, bem como corregedor-geral da Justiça Eleitoral.

## Carreira

### Formação e docência
Gonçalves formou-se em direito pela Universidade Federal do Rio de Janeiro (UFRJ) em 1978. Especializou-se, no ano de 1997, em direito processual civil pelo Centro de Estudos Judiciários do Conselho de Justiça Federal, em convênio com a Universidade de Brasília (UNB), e tornou-se mestre em direito em 1998 pela Universidade Estácio de Sá (UNESA), onde lecionou direito constitucional e introdução ao estudo do direito.

### Carreira policial e magistratura
Foi papiloscopista da Polícia Federal, de 1977 a 1982, e delegado de polícia do Distrito Federal de 1982 a 1988. Ingressou na carreira da magistratura como juiz federal em 1988, sendo promovido por merecimento para o Tribunal Regional Federal da 2ª Região (TRF-2) em 1998.
Como desembargador do TRF-2, Benedito foi presidente da Escola de Magistratura Regional Federal (Emarf), cargo no qual firmou um convênio com a Fundação Getúlio Vargas (FGV) para a formação dos magistrados.

### Superior Tribunal de Justiça
Benedito Gonçalves concorreu pela primeira vez a uma vaga no Superior Tribunal de Justiça (STJ) em maio de 2004, na vacância da cadeira do ministro Vicente Leal. Recebeu apenas dois votos no escrutínio e não foi incluído na lista tríplice.
Em abril de 2007, foi aberta outra vaga no STJ com a aposentadoria do ministro Jorge Scartezzini. Dentre os 76 nomes concorrentes, Benedito Gonçalves foi escolhido no primeiro escrutínio, com vinte votos, compondo a lista tríplice junto com os desembargadores Napoleão Nunes Maia Filho (25 votos) e Assusete Magalhães (18 votos); o presidente Lula indicou o primeiro colocado, o ministro Napoleão.
Por fim, uma nova vaga foi aberta com a aposentadoria do ministro José Delgado em junho de 2008, para a qual se apresentaram 23 candidatos. Benedito foi o primeiro nome da lista tríplice, recebendo 21 votos, seguido de Assusete Magalhães (18 votos) e Isabel Gallotti (17). Lula escolheu Benedito em 1º de agosto de 2008. Após a indicação, Benedito foi levado então à sabatina na Comissão de Constituição, Justiça e Cidadania (CCJ) do Senado Federal, em 13 de agosto. Em 26 de agosto, o plenário do Senado aprovou seu nome. Nomeado pelo presidente, Benedito assumiu o cargo de ministro do Superior Tribunal de Justiça no dia 28 de agosto de 2008.
No dia 28 de agosto de 2020, determinou o afastamento do governador do Rio de Janeiro Wilson Witzel (PSC), investigado no âmbito da Operação Placebo, que tratou de irregularidades na contratação de hospitais de campanha, compra de respiradores e medicamentos no contexto do combate à Covid-19. A decisão ainda proibiu o acesso de Wilson Witzel às dependências do governo do estado, a sua comunicação com funcionários e a utilização de serviços a que tinha direito no exercício do cargo, além da proibição de contato entre os demais investigados. Na mesma decisão rejeitou o pedido de prisão preventiva do governador.

### Corregedor-geral da Justiça Eleitoral

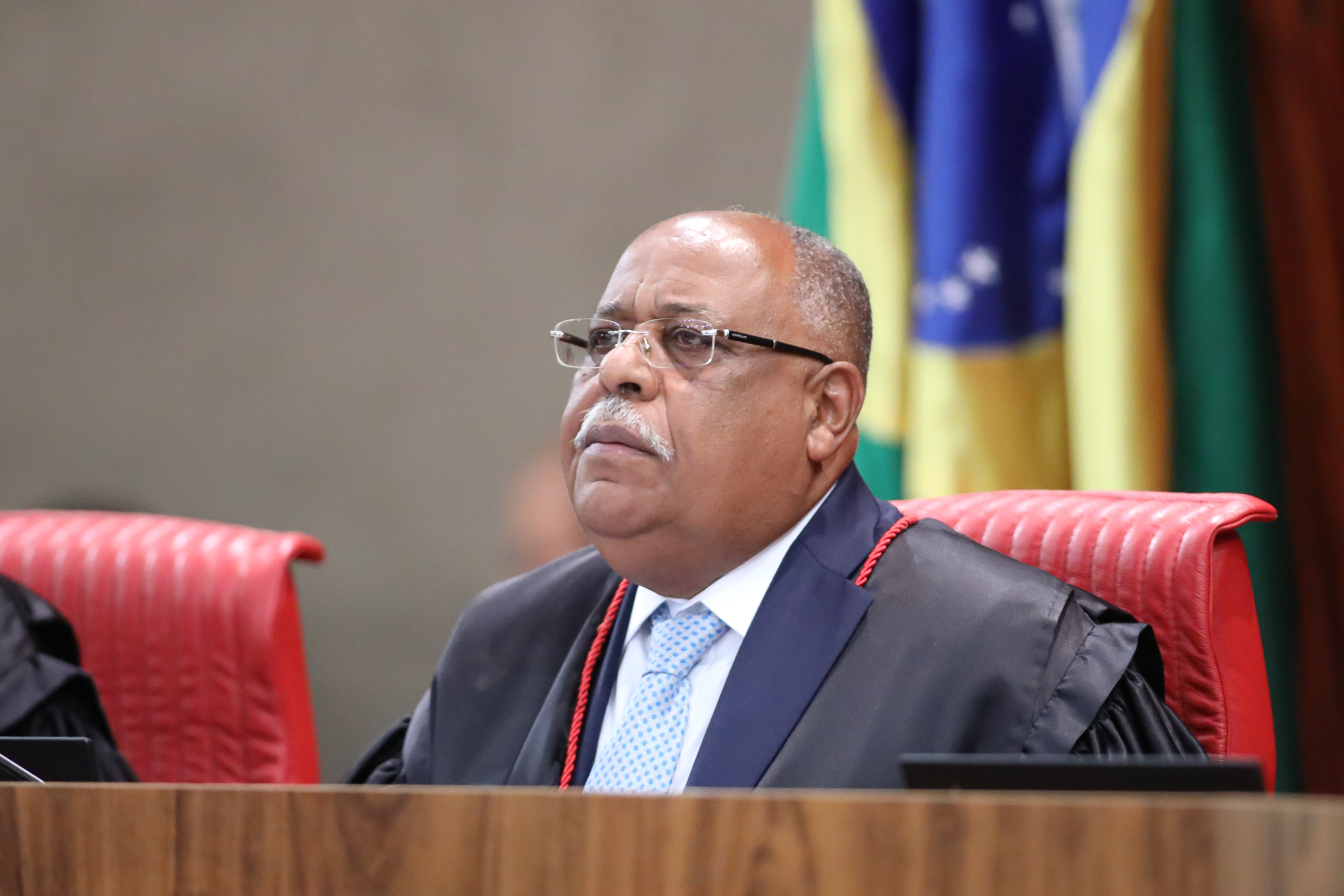
Benedito Gonçalves em sessão no Tribunal Superior Eleitoral (TSE) em 2023

Em 8 de setembro de 2022, assumiu a função de corregedor-geral da Justiça Eleitoral.
Foi relator da ação de investigação judicial eleitoral (AIJE), julgada em junho de 2023, que culminou na inelegibilidade de Jair Bolsonaro.
Encerrou seu mandato como ministro no TSE em 9 de novembro. Em seu discurso de despedida, ressaltou a importância de defender a democracia, que descobriu ser tão frágil, e a responsabilidade de zelar pelo alicerce de uma nação justa e próspera, que é o Estado Democrático de Direito. Ao se despedir, foi homenageado por colegas magistrados, do Ministério Público e por representantes da advocacia. Ele foi substituído pelo ministro Raul Araújo; segundo o Consultor Jurídico, a troca significava uma postura menos intervencionista para o órgão.

## Mídia
Em setembro de 2022, após o ministro do TSE Benedito Gonçalves proibir a campanha de Jair Bolsonaro de utilizar imagens do evento comemorativo de 7 de setembro como propaganda eleitoral, apoiadores de Bolsonaro circularam uma fotografia falsa de Gonçalves usando uma camisa vermelha com estampa do rosto de Luiz Inácio Lula da Silva. A imagem falsa foi produzida por meio de uma montagem e compartilhada em redes sociais.
No começo de janeiro de 2024, o filho do ministro, o empresário Felipe Brandão, viralizou nas redes sociais com um vídeo no qual ostentava roupas e objetos de grife, durante uma viagem em Amsterdã. Em 13 de janeiro, o Tribunal de Justiça do Rio de Janeiro determinou a retirada do vídeo. Na decisão, a juíza Flávia Babu Capanema Tancredo entendeu que o intuito do video era ridicularizar Felipe e atingir terceiros, no caso, o próprio ministro Benedito.